# Exode urbain
 (décembre 2020).
Si vous disposez d'ouvrages ou d'articles de référence ou si vous connaissez des sites web de qualité traitant du thème abordé ici, merci de compléter l'article en donnant les références utiles à sa vérifiabilité et en les liant à la section « Notes et références ».
L’exode urbain désigne le déplacement durable de populations quittant les zones urbaines pour aller s'implanter dans des zones rurales, par opposition à l’exode rural. Ce phénomène, qui aurait débuté dès les années 1970 dans certains pays, mais plus récemment dans d'autres pays est le résultat au fil des décennies d'une forte urbanisation des villes. Cela a engendré ainsi une explosion démographique des grandes zones urbaines, une augmentation de l'activité économique et de ses effets tels qu'une forte urbanisation, une augmentation du coût du logement et de la vie, la saturation des transports et l'augmentation de la violence. Le retour d'une partie de la population citadine en zone rurale permet le repeuplement de certaines petites communes et villages et la reprise de certaines activités agricoles presque disparues voire oubliées.
En juin 2022, Henri Landes publie un livre, Repeupler les campagnes, qui prône l'exode urbain.

## Histoire
L'exode urbain s'est manifesté plusieurs fois au cours de l'Histoire. En France comme dans d'autres pays extrêmement urbanisés, la migration des villes vers les campagnes a commencé vers les années 1970,. Plus récemment, le réchauffement climatique et la pandémie du Coronavirus ont, parmi leurs nombreuses conséquences, provoqué des exodes urbains un peu partout dans le monde.

### La Pandémie du Covid19
La Pandémie du Covid19 est l'un des évènements sanitaires mondiaux les plus importants de l'Histoire récente de l'Humanité. À cette occasion, la contrainte de l'isolement avec les confinements, devient un problème pour beaucoup d'habitants de milieux urbains grands et moyens. Du fait de la bétonisation des sols qui augmente la température des villes, l'architecture urbaine qui accentue la pollution, la peur de la contamination du fait de la surpopulation et le mode de vie sédentaire dans de petits logements (appartement), la vie en ville a été considérée comme insoutenable pour une large partie de la population urbaine confinée. Durant de cette crise, un exode urbain a été observé un peu partout dans le monde.

#### Aux États-Unis
Avec la crise sanitaire de 2020, la population de New York a chuté d'environ 70 000 habitants la même année, dont une partie se sont installés en banlieue voire beaucoup plus loin. Cet exode des populations citadines vers les banlieues a mené à la création du terme de « Zoom Towns », mot-valise condensant le nom de l'outil de visioconférence Zoom et l'expression anglaise « boomtowns », décrivant les villes moyennes peuplées par les populations les plus qualifiées.
L'une des conséquences de cet exode est le coût de l'immobilier explose dans les régions limitrophes,.

#### En France
Durant le premier confinement national, entre mars et avril 2020, 208 000 résidents parisiens, soit près de 10% des parisiens, ont quitté la capitale française. Bien que l'idée de l'exode urbain se construise sur une dichotomie : le mouvement des zones « urbaines » vers le « rural », et classe ainsi ces deux dernières comme deux entités bien distinctes, les français s'éloignant des villes pour s'installer dans des zones rurales sans aucun lien au monde urbain ne représentent qu'une minorité. En effet, la majorité décident de déménager dans les zones périurbaines en périphérie des grandes villes.
Après la crise de Covid-19, de nombreux Français cherchent un meilleur cadre de vie, plus de confort, plus d'espace, plus de verdure, moins de pollution et moins de monde. Cela a été observé en particulier auprès de la population parisienne vers les régions et villes avec une population inférieure (par exemple, Valence, Bourg-en-Bresse). Si le processus a été constaté un peu avant la pandémie, il s'est largement accentué dans les premières semaines du confinement national de mars 2020 et après la fin de cette mesure sanitaire,.
Plutôt qu'une tendance drastique survenue subitement, la pandémie n'a fait qu'accélérer un phénomène d'éloignement des grandes métropoles vers les couronnes périurbaines préexistant. L'exode urbain ne concerne pas seulement la capitale française mais aussi les métropoles les plus peuplées telles que Lyon, Marseille, Lille, Toulouse, Strasbourg, Grenoble, Bordeaux, Nantes, Rennes, Brest ou Nice.
La majorité des personnes quittant les villes décident aussi de quitter leur travail en ville pour effectuer une activité à la campagne plus en lien avec le monde rural,,.

#### En Belgique
En 2021, 45 000 bruxellois ont quitté la capitale belge: il s'agit d'un chiffre jusqu'alors jamais atteint depuis la disponibilité de données statistiques en 1992. Parmi les belges ayant quitté Bruxelles, 28 000 d'entre eux ont décidé de s'installer dans la région flamande et 17 000 en Wallonie, notamment dans les communes encerclant la région de Bruxelles - Capitale.

#### Au Québec
Entre 2001 et 2020. Montréal (1,8 million de résidents en 2020) a perdu presque 410 000 habitants, dont 63 000 depuis la pandémie Covid-19.

## Exode urbain dans l'art et la culture
Le phénomène de l'exode urbain, le fait de quitter une ville pour vivre à la campagne, est de plus en plus documenté dans les sphères médiatiques et scientifiques. Toutefois, il est aussi fréquemment mentionné dans les œuvres culturelles, que cela soit comme prétexte à une aventure, un constat de l'actualité, l'encouragement de cet exode ou sa critique.

### Films
- Souvenirs goutte à goutte, Hayao MIYAZAKI, 1991.
- Le Voyage de Chihiro, Hayao MIYAZAKI, 2001.
- Australia, Baz LUHRMANN, 2008.
- Le cœur à ses raisons: le journal d'une institutrice, Micheal LANDON Jr, 2014.

### Littérature
- Ella Berthoud et Susan Elderkin, Remèdes Littéraires: se soigner par les livres, "lassitude de vivre en ville", Le Livre de Poche, 2016, pages 570-571.  (ISBN 978-2-253-18616-8)
- GRISHAM John, L'Ombre de Gray Mountain, Le Livre de Poche, 2016.  (ISBN 978-2-253-11194-8)
- OGAWA Ito, Le Restaurant de l'Amour Retrouvé, Éditions Picquier Poche, 2015.  (ISBN 978-2-8097-1072-4)

### Musique
- L'Hymne de nos campagnes, Tryo, 1998.
- Quitter la ville, +++[Quoi ?], 2020.
- Wagon Wheel, Darius Rucker, 2013.

### Bande dessinée
- Le Retour à la terre (6 tomes ; 2002-2019) de Manu Larcenet et Jean-Yves Ferri

## Émissions de radio
- Va-t-on vers un exode urbain ?, Le Temps du débat, Emmanuel Laurentin, France Culture, 23 juillet 2020
- Quitter la ville, est-ce si simple ?, Le téléphone sonne, Fabienne Sintes, France Inter, 17 septembre 2020